# Fuquan, Fujian
Fuquan (kinesiska: 富泉) är en socken i sydöstra Kina. Den ligger i Yongtai härad i provinshuvudstaden Fuzhou i provinsen Fujian, omkring 50 kilometer sydväst om centrala Fuzhou. Antalet invånare är 4 336. Befolkningen består av 2 048 kvinnor och 2 288 män. Barn under 15 år utgör 14,0 %, vuxna 15-64 år 71 %, och äldre över 65 år 13,0 %.